# Aceclofenac
Aceclofenac (Handelsname Beofenac®) ist ein Arzneistoff aus der Gruppe der nichtopioiden Analgetika, der in der Behandlung von leichten bis mittleren Schmerzen eingesetzt wird. Es ist der Glykolsäureester des Diclofenac. Aceclofenac wurde 1984 von Prodesfarma als Cyclooxygenasen-Hemmer patentiert und wird aktuell von Almirall produziert.

## Gewinnung und Darstellung
Aceclofenac kann ausgehend von Diclofenac durch Reaktion mit Natriumhydroxid und Benzylbromacetat sowie Hydrierung am Pd/C-Katalysator dargestellt werden.

## Klinische Angaben

### Anwendungsgebiete (Indikationen)
Aceclofenac ist zur symptomatischen Behandlung von Schmerzen und Entzündungen bei Arthrose, rheumatoider Arthritis (chronische Polyarthritis) und Morbus Bechterew zugelassen.

### Gegenanzeigen (Kontraindikationen)
Patienten mit akuten, vermuteten oder rezidivierenden Magen- und Duodenalgeschwüren sowie gastrointestinalen oder anderen akuten Blutungen sind von der Behandlung mit Aceclofenac ausgeschlossen.
Im Oktober 2014 gab der Hersteller in einem Rote-Hand-Brief bekannt, dass die Therapie mit dem Antirheumatikum Beofenac (Aceclofenac) mit einem erhöhten Risiko arterieller thrombotischer Ereignisse verbunden, das mit dem von selektiven COX-2-Hemmern vergleichbar ist. Aceclofenac ist daher bei Patienten mit ischämischer Herzkrankheit, peripherer Arterienerkrankung, zerebrovaskulärer Erkrankung sowie bestehender Herzinsuffizienz (New York Heart Association, NYHA, Stadien II-IV) kontraindiziert. Diese Gegenanzeigen werden neben weiteren Warnhinweisen zukünftig in der Produktinformation von Beofenac aufgeführt sein.

### Wechselwirkungen mit anderen Medikamenten
Da Aceclofenac durch das Cytochrom P450 2C9 metabolisiert wird, sind Wechselwirkungen mit anderen Medikamenten wie beispielsweise Tolbutamid oder Amiodaron zu erwarten. Bei gleichzeitiger Gabe von ASS kann es zu einer pseudoallergischen Reaktion kommen.

### Unerwünschte Wirkungen (Nebenwirkungen)
Nach der Einnahme von Aceclofenac kann es unter anderem zu Magen-Darm-Beschwerden und Abdominalschmerzen kommen. Aceclofenac soll verträglicher sein als herkömmliche Vertreter der Wirkstoffgruppe.

## Pharmakologische Eigenschaften
Aceclofenac besitzt antiphlogistische, analgetische und antipyretische Wirkung. Die Resorption im Körper erfolgt schnell, die Bioverfügbarkeit liegt bei annähernd 100 %.